# Batalha de Brest
Batalha de Brest, também conhecida como Batalha de Brześć Litewski ou Cerco de Brest, foi um confronto militar da Segunda Guerra Mundial entre a Polônia e a Alemanha ocorrido entre 14 e 17 de setembro de 1939, acontecido durante a Invasão da Polônia pelas forças nazistas. A cidade de Brest atualmente pertence a Bielorrússia. Após três dias de lutas as forças polonesas foram forçadas à retirada.

## História

### Antes da batalha
Inicialmente, as forças armadas polonesas não tinham um plano de defesa da velha fortaleza de Brest (ou Brześć). A cidade estava localizada na retaguarda das linhas de defesa do país e era usada como centro de suprimentos e administrativo para as tropas da linha de frente. Contudo, após as batalhas de Wizna e Mława e a quebra das linhas de defesa pelo XIX Corpo Panzer comandado pelo general alemão Heinz Guderian, que rapidamente avançava até Varsóvia pelo leste e cortava a Polônia em duas, obrigou a mudança para uma frente de defesa. Esse rápido ataque nazista, apelidado de Blitzkrieg (Guerra Relâmpago), seguia a doutrina militar desenvolvida pelos alemães no período entre as Guerras.
De conformidade com a Aliança Nazi-Soviética firmada em 23 de agosto de 1939, tanto as cidades como as fortalezas polonesas deveriam passar para a União Soviética após a Guerra e estavam na sua Zona Militar. Contudo, desde que a Wehrmacht (Forças Armadas Alemães) tinha avançado muito rápido e os soviéticos adiaram a entrada na guerra contra a Polônia, era preciso se assegurar da posse das fortalezas. Em 8 de setembro o ministro alemão para assuntos estrangeiros, Joachim von Ribbentrop, notificou o governo soviético que as forças alemãs teriam que violar a "esfera de influência soviética".
A antiga fortaleza de Brześć estava localizada na junção dos rios Muchawiec e Bug. Ficava na área de um castelo medieval que foi reforçado e reconstruído na época de Napoleão Bonaparte e depois novamente em 1847. Grandemente danificada durante a Primeira Guerra Mundial, a fortaleza foi transformada num depósito de material bélico e a parte central de uma prisão. Apesar de muito obsoleta diante dos padrões modernos, a fortaleza ocupava uma posição estratégica dentro das linhas de defesa polonesa e podia impedir que os invasores alemães cruzassem a área da Polesia, Polônia Menor e Galícia ao sul.
O XIX Corpo alemão queria dominar a fortaleza para impedir que soldados do Grupo Narew sob o comando do general Czesław Młot-Fijałkowski se reagrupassem e se juntassem ao resto do Exército Polonês. As forças alemãs usadas na operação seriam a Terceira Divisão Panzer, Segunda e Vigésima Divisão Motorizada.
Ao fim do verão europeu a fortaleza servia de quartel dos Batalhões de Infantaria 82º e 35º e soldados de várias outras pequenas unidades. Além disso, um grande número de reservistas começaram a chegar à fortaleza, à espera de serem enviados para as unidades. Daquelas unidades do General Konstanty Plisowski, foram organizadas em três batalhões de infantaria, auxiliados por um batalhão de engenharia, muitas baterias de artilharia e duas companhias com antigos tanques FT-17 usados para treinamento (números 112 e 113).

### Forças em oposição
A cidade de Brest ou Brześć era defendida por um pequeno e improvisado exército comandado pelo general Konstanty Plisowski. As forças polonesas consistiam de três batalhões de infantaria, um batalhão de engenharia, alguma artilharia e assistência de duas companhias blindadas (números 55 & 53) comandadas pelos capitães Mieczysław Malinowski e Andrzej Podgórski.
Os invasores alemães eram o XIX Corpo Panzer comandado pelo general Heinz Guderian.

### Batalha
Em 14 de setembro, 77 tanques alemães do 2o Batalhão do 8o Regimento Panzer, parte da 10a Divisão Panzer, chegaram a área de Brześć ou Brest e começaram a captura da fortaleza. Um pequeno ataque foi repelido pela infantaria polonesa e a 113a companhia de tanques leves, 12 obsoletos FT-17 da Primeira Guerra Mundial. Todos os tanques poloneses foram destruídos mas as forças alemãs foram forçadas a recuarem até suas posições iniciais. O Comboio blindado polonês número 53 (PP53) que fazia um reconhecimento avançado para Wysokie Litewskie, foi atacado por uma patrulha da 10a Divisão Panzer. A tripulação polonesa abriu fogo. Muitas outras escaramuças aconteceram e acabaram de forma inconclusiva.
No fim daquele dia a artilharia alemã chegou e começou o bombardeio da fortaleza e também da cidade. Lutas nas ruas se sucederam. Ao entardecer metade da cidade já estava em mãos alemãs, e a outra parte era defendida pela infantaria. No dia seguinte os defensores poloneses deixaram a cidade, mas pesadas baixas de ambos os lados retardaram o ataque alemão à fortaleza. Nesse momento os bombardeios da artilharia e também do ar pela Luftwaffe (Força Aérea Alemã) já eram contínuos. A artilharia antitanque polonesa era fraca e não conseguia dar apoio suficiente à infantaria, mas as baixas dos invasores continuavam altas.
Quando relatórios do general polonês Plisowski informaram sobre o avistamento de soldados da 3a Divisão Panzer próximos da Estação Ferroviária de Zabinka, norte de Kobryn, ele enviou o PP55 para ajudar suas forças. Um pelotão de cinco tanques de reconhecimento deixou a área de Żabinka e atacou blindados alemães perto da ponte do Rio Muchawiec. Após a perda de três tanques, os outros dois recuaram. Um ataque de um pelotão de assalto ao comboio falhou. Após um ataque combinado de pelotões de assalto e artilharia do PP55, os alemães abandonaram a ponte Muchawiec. Ao voltar, o PP55 atacou outro grupo da 3a Divisão Panzer (com soldados do 5o Regimento de Tanques, apoiado pela 6a Bateria do 75a Regimento de Artilharia Rápiada). Após destruir uns poucos carros blindados, o comboio voltou para Brest e a estação ferroviária foi deixada para os alemães.

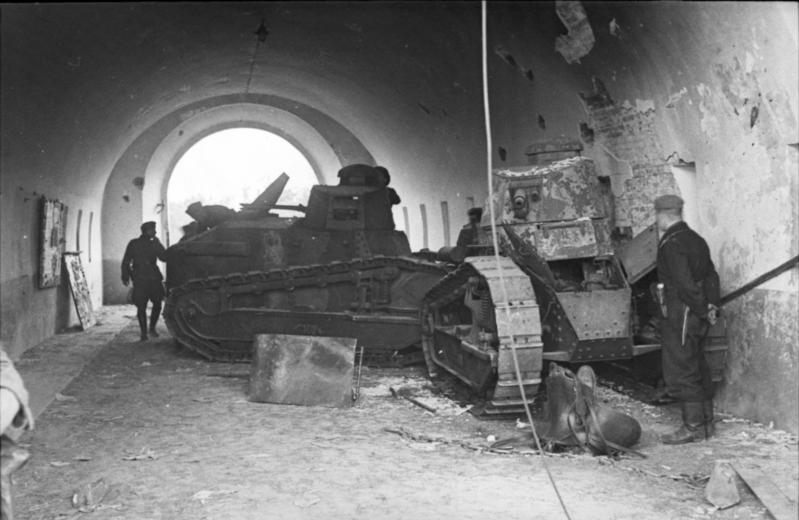
Um portão ao nordeste da fortaleza bloqueado por tanques FT-17

O principal ataque foi na manhã de 16 de setembro. As defesas da fortaleza tinham munição para armas leves e para tanques pequenos mas quase não havia armas antitanques e artilharia. 
Apesar da infantaria alemã ter sido repelida e o assalto dos tanques ter sido barrado por dois velhos tanques FT-17 colocados no portão nordeste da fortaleza, ao cair da noite ficou evidente que a pressão inimiga tornava a situação muito grave. Ao custo de muitas perdas, os alemães da 20a Divisão Motorizada e da 10a Divisão Blindada capturaram a porção nordeste da cidadela. Enquanto isso, as 2ª e 3ª Divisões Blindadas pertencentes ao XXII Corpo Blindado entrou na área. Os poloneses ficaram impossibilitados de se remuniciarem e as baixas subiram para quase 40% do efetivo.
Ao entardecer o general polonês Plisowski ordenou que parte de suas forças se retirassem até o lado leste das fortificações e se reagrupassem do outro lado do rio. A evacuação completou-se na manhã de 17 de setembro quando a última unidade cruzou a ponte. Uma hora depois soldados alemães do 76o Regimento de Infantaria entraram na fortaleza - quase sem oposição. A única unidade que permaneceu eram os sobreviventes do 82o Regimento de Infantaria sob o comando do capitão Radziszewski que decidiu lutar até o fim.

## Após a batalha

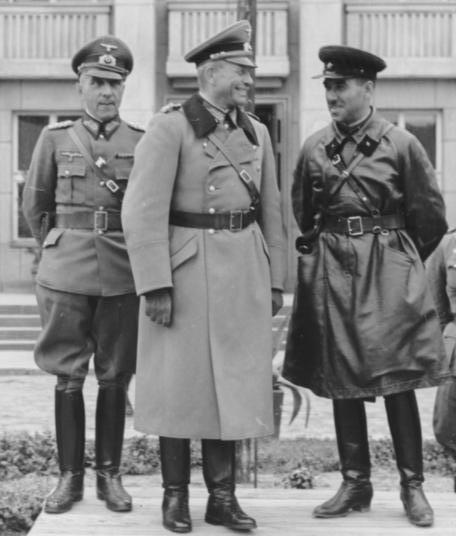
Na assistência do desfile da Wehrmacht e do Exército Vermelho em Brest ao término da Invasão da Polônia, o general comandante alemão Heinz Guderian (centro) e o brigadeiro soviético Semyon Krivoshein.

Em 17 de setembro de 1939, o Exército Vermelho Soviético cruzou a fronteira polonesa e começou um rápido avanço pelo ocidente. Os tanques da 29ª brigada sob o comando do brigadeiro S.M. Krivosheyin cercaram a área de Brześć no fim do dia e assumiram a fortaleza no lugar da Wehrmacht. Após isso, se juntaram aos nazistas para uma parada militar na cidade. Logo após, o exército alemão deixou a área e cruzou o Rio Bug para começar a perseguição às tropas do general Plisowski.
Cerca de 40 quilômetros ao leste a improvisada Divisão de Infantaria de "Kobryń" sob o coronel Adam Epler recebeu ordens de se retirar com Plisowski. Após a Batalha de Kobryn a divisão se juntou as forças do general Plisowski. Mais tarde as tropas receberam as forças da Brigada de Cavalaria Podolska e juntos inicaram a marcha até Lviv, na atual Ucrânia. Sob o comando do general Franciszek Kleeberg eles lutariam contra a Wehrmacht e o Exército Vermelho na Batalha de Kock, que terminaria em 5 de outubro de 1939.
Ironicamente, os alemães transferiram a Fortaleza de Brest para os soviéticos por força do Pacto Molotov-Ribbentrop; eles iriam retomá-la depois com o Cerco de Brest (1941) no início da Operação Barbarossa.